# Wesmaldra bidgemia
Wesmaldra bidgemia là một loài nhện trong họ Gnaphosidae.
Loài này thuộc chi Wesmaldra. Wesmaldra bidgemia được Norman I. Platnick & Barbara Baehr miêu tả năm 2006.